# アウルス・ヒルティウス
アウルス・ヒルティウス（ラテン語: Aulus Hirtius, 紀元前90年ごろ - 紀元前43年4月）は、共和政ローマ末期の元老院議員。ガイウス・ユリウス・カエサル暗殺の翌年の紀元前43年に執政官を務めた。

## 生涯
紀元前54年頃よりカエサル配下のレガトゥスとしてガリア戦争へ従軍していたことが記録に残っている。紀元前49年からのローマ内戦ではカエサル派に属して、ヒスパニアへ派遣される。また、紀元前48年にトリブヌスになっていた可能性がある。翌年にはアンティオキアに赴任、紀元前46年には法務官に、紀元前45年にはガリア・トランサルピナ総督になった。この時点ですでにカエサルはヒルティウスを紀元前43年の予定執政官に任命していた。
カエサル暗殺後、もともとはマルクス・アントニウスの支持者であったヒルティウスだが、個人的な友人であるマルクス・トゥッリウス・キケロの肩を持ちアントニウスと対立。そして元老院の決議で同僚執政官ガイウス・ウィビウス・パンサ・カエトロニアヌスとともにガリア・キサルピナのムティナ（現：モデナ）で、前総督デキムス・ユニウス・ブルトゥス・アルビヌスを包囲するアントニウスと戦うが、ともに戦死した。死後、葬儀は国葬を持ってなされた。
彼はまた文人でもあり、カエサルに代わり『ガリア戦記』第8巻を執筆した。また『アフリカ戦記（ラテン語: De Bello Africo）』、『ヒスパニア戦記（ラテン語: De Bello Hispaniensi）』も執筆したというが、実質は著者というより編集者に近かったという。キケロとの共同で執筆したものもあったが、こちらは現存していない。

## 日本語訳
- 『カエサル戦記集－アレクサンドリア戦記　アフリカ戦記　ヒスパーニア戦記』 高橋宏幸訳、岩波書店、2016年